# Arabia (nuvelă)
Arabia este o nuvelă scrisă de James Joyce, făcând partea din colecția de nuvele Oameni din Dublin.